# 哈赤秋比 (阿拉巴馬州)
哈赤秋比（英語：Hatchechubbee）是一個位於美國阿拉巴馬州拉塞爾縣的非建制地區。該地的面積和人口皆未知。

## 地理
哈赤秋比的座標為32°16′15″N 85°16′33″W / 32.27083°N 85.27583°W，而該地的平均海拔高度為97米（即318英尺）。